# エアハルト・ミルヒ裁判

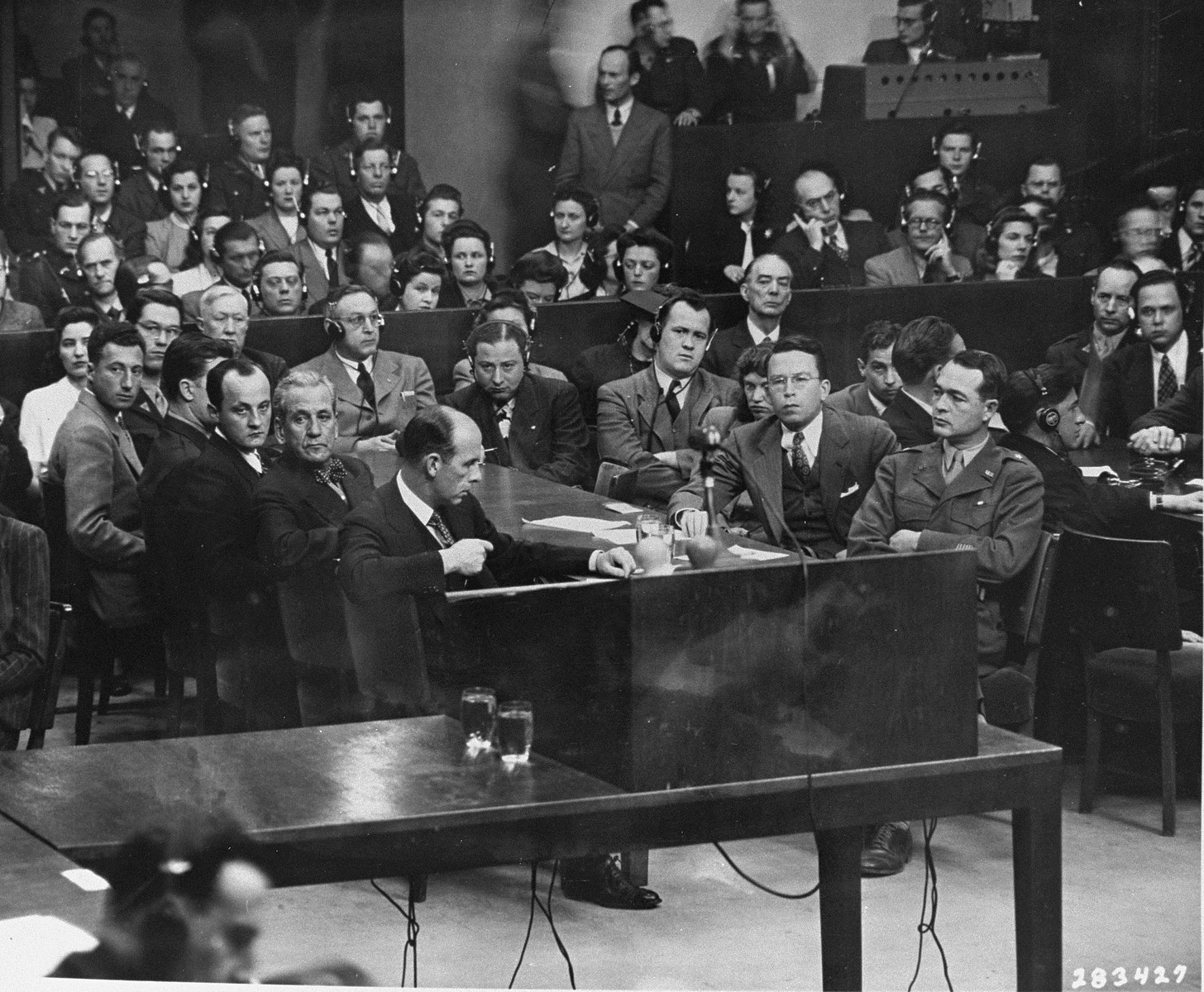
エアハルト・ミルヒ裁判の検察官たち。一番右はテルフォード・テイラー（首席検事）でその左がヘンリー・T・キング・ジュニア（補佐検事）であり、テイラーからテーブルの向こうにいるのがクラーク・デニー（首席検察官）である。

エアハルト・ミルヒ裁判（エアハルト・ミルヒさいばん、英語: Milch Trial）、または正式名称アメリカ合衆国対エアハルト・ミルヒ（英: The United States of America vs. Erhard Milch）は、第二次世界大戦が終結した後に行われた、ニュルンベルク継続裁判の2件目である。ニュルンベルク継続裁判はニュルンベルク裁判で裁かれなかった戦犯を裁き、合計で12件行われた。これら12件はすべて国際軍事裁判所ではなくアメリカ合衆国軍事裁判所で行われたが、実際の場所は同じくニュルンベルク裁判所だった。
エアハルト・ミルヒ裁判では元ドイツ国防軍空軍元帥エアハルト・ミルヒが通例の戦争犯罪と人道に対する罪で起訴され、起訴状は1946年11月14日に出された。裁判官の1人であるマイケル・ムズマンノはミルヒの嫌疑を下記のように概述した。
1. 強制労働を含む企てにおいて、主犯と従犯として戦争犯罪を故意に行った疑い。ならびに戦争捕虜を国際慣習と戦争の国際法と慣習に違反して扱うことを故意に行った行い。
2. 被験者の同意を得ずに行う致命的な医学実験の企てであると知りながら関与した疑い。
3. 上記と同じ強制労働と致命的な医学実験の疑いであるが、被害者がドイツ国民または他国民と宣言された場合。

エアハルト・ミルヒ裁判の判事はミシガン州デトロイト出身のロバート・M・トムズ（主任判事）、ノースカロライナ州出身のフィッツロイ・ドナルド・フィリップス、ペンシルベニア州ピッツバーグ出身のマイケル・ムズマンノ、アラバマ州出身のジョン・J・スパイト（alternate judgeとして）だった。首席検事（Chief of Counsel for the Prosecution）はテルフォード・テイラーで、首席検察官（Chief Trial Counsel）はクラーク・デニーだった。補佐検事（assistant counsel for the prosecution）はジェームズ・S・コンウェイ、ドロシー・M・ハント、ヘンリー・T・キング・ジュニア、レイモンド・J・マクマオン・ジュニア、モーリス・C・マイヤーズだった。弁護士はフリードリヒ・ベルゴルトとヴェルナー・ミルヒ（エアハルト・ミルヒの弟）だった。
ミルヒは1946年12月20日に全ての告発に対し無罪を主張した。裁判は1947年1月2日から4月17日まで行われ、結果は1つ目と3つ目の告発が有罪、2つ目が無罪となった。4月17日に終身禁固刑の判決を受け、ミュンヘン近くのレブドルフ刑務所（Rebdorf Prison）に収監された。1951年、ジョン・ジェイ・マックロイによって懲役15年に減刑され、1954年6月に仮釈放された。
ミルヒは留置されていた最中に合衆国最高裁判所に人身保護令状を求める許可を求めたが、裁判所に4対4で拒否された。このとき、ジャクソン判事はニュルンベルク裁判で検事を務めたため忌避し、JJ・ブラック、ダグラス、マーフィー、ラトリッジが本格的審理に賛成した。